# Maycon Cleiton de Paula Azevedo
Maycon Cleiton de Paula Azevedo (Cuiabá, Mato Grosso; 8 de noviembre de 1998), conocido como Maycon Cleiton o simplemente Maycon, es un futbolista brasileño. Juega como portero y su equipo actual es el Red Bull Bragantino del Campeonato Brasileño de Serie A. 

## Trayectoria
Se unió al equipo juvenil de Santa Cruz en junio de 2018, después de representar a Guaraní , Jacuipense , Vitória , Bahía y Atlético Goianiense . Ascendido al equipo principal de la temporada 2020, hizo su debut senior el 18 de enero, comenzando en una victoria en casa por 3-0 del Campeonato Pernambucano contra Petrolina . 
El 3 de marzo de 2020, ya establecido como titular, Maycon Cleiton renovó su contrato hasta 2023. Terminó la temporada con 45 apariciones en total, ya que su club se perdió por poco el ascenso.
El 12 de febrero de 2021, Maycon Cleiton firmó un contrato con Série A lado de Red Bull Bragantino hasta diciembre de 2025. Pasó su primera temporada como tercera opción detrás de Cleiton y Júlio César .

## Estadísticas
Actualizado al último partido disputado el 20 de marzo de 2022
| Santa Cruz · Brasil                    | 3.ª           | 2020          | 22 | 0 | 12 | 0 | 2 | 0 | - | - | 36 | 0 |
| Santa Cruz · Brasil                    | Total club    | Total club    | 22 | 0 | 12 | 0 | 2 | 0 | 0 | 0 | 36 | 0 |
| Red Bull Bragantino · Brasil           | 1.ª           | 2021          | 0  | 0 | 0  | 0 | 0 | 0 | 0 | 0 | 0  | 0 |
| Red Bull Bragantino · Brasil           | 1.ª           | 2022          | 0  | 0 | 2  | 0 | 0 | 0 | 0 | 0 | 2  | 0 |
| Red Bull Bragantino · Brasil           | Total club    | Total club    | 0  | 0 | 2  | 0 | 0 | 0 | 0 | 0 | 2  | 0 |
| Total carrera                          | Total carrera | Total carrera | 22 | 0 | 14 | 0 | 2 | 0 | 0 | 0 | 38 | 0 |
| (1) Incluye datos de la Copa de Brasil |               |               |    |   |    |   |   |   |   |   |    |   |